# Seznam parků v Brně
Tato stránka poskytuje souhrnné informace o parcích na území statutárního města Brna.

## Střed Brna

### Denisovy sady

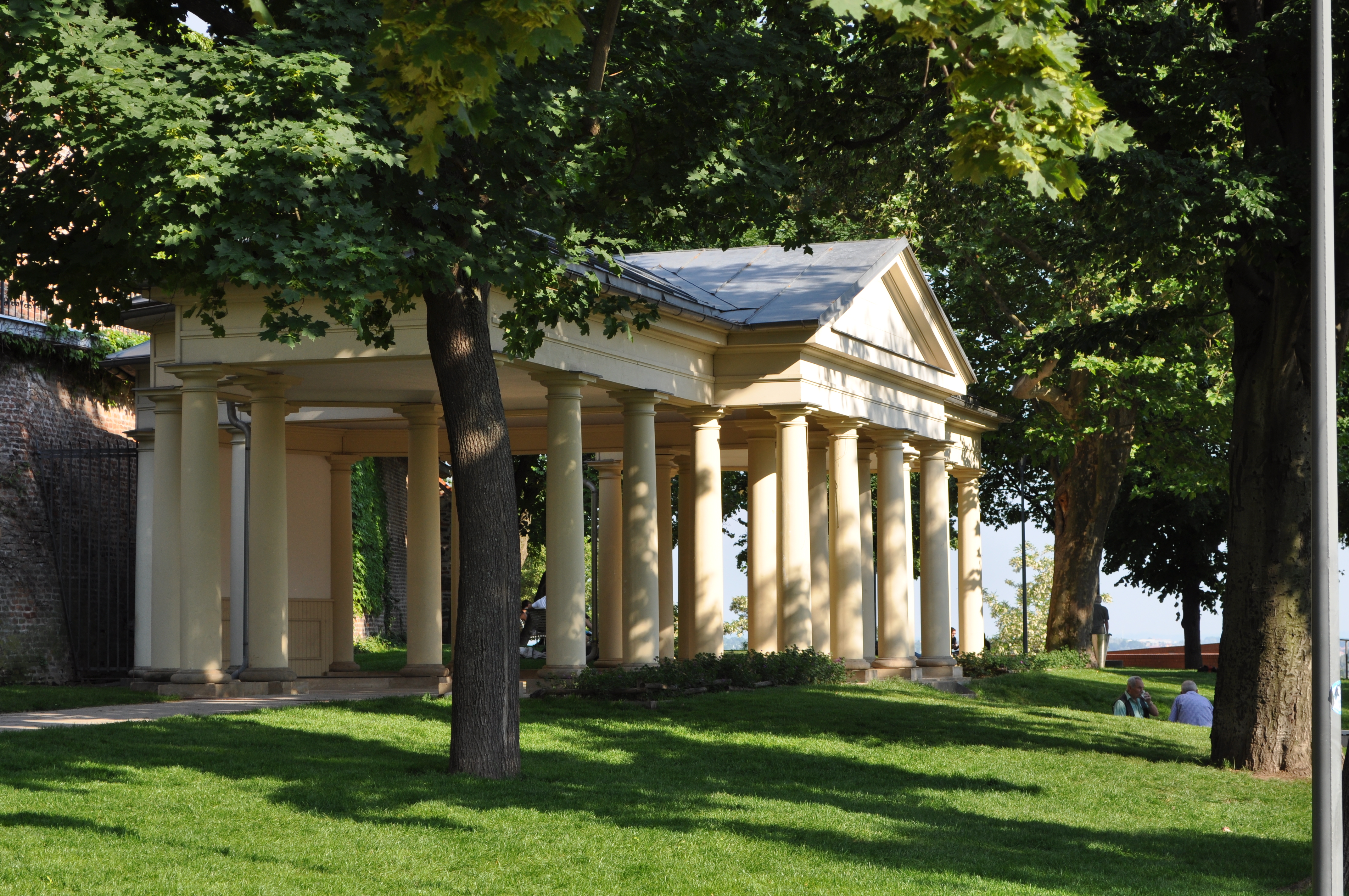
Kolonáda v Denisových sadech

Park byl založen v letech 1814 až 1818 na místě původního bastionu brněnského městského opevnění, v té době šlo o vůbec první park založený veřejnou správou na území dnešní České republiky. Roku 1818 byla výstavba parku slavnostně dovršena odhalením obelisku na počest císaře Františka I. a park byl pojmenován Františkov, v polovině 19. století byla v parku postavena dnešní klasicistní kolonáda, kolonáda byla v parku již roku 1815, tehdy ovšem dřevěná, roku 1849 se park stal národní památkou.
Název Denisovy sady získal park až v roce 1919 a to na počest francouzského historika Ernesta Denise. V roce 1939 byl park rozdělen na dva parky a jeho velká část tak utvořila sousední park Studánka, stalo se tak výstavbou silnice dokončenou roku 1941. Park je v Brně výjimečný svým výhledem na jižní část města a svojí polohou přímo pod katedrálou sv. Petra a Pavla, v polovině 20. století byla v parku postavena vyhlídková kavárna, která byla na konci století zbořena. Součástí parku je i Místodržitelská zahrada.

### Park Lužánky

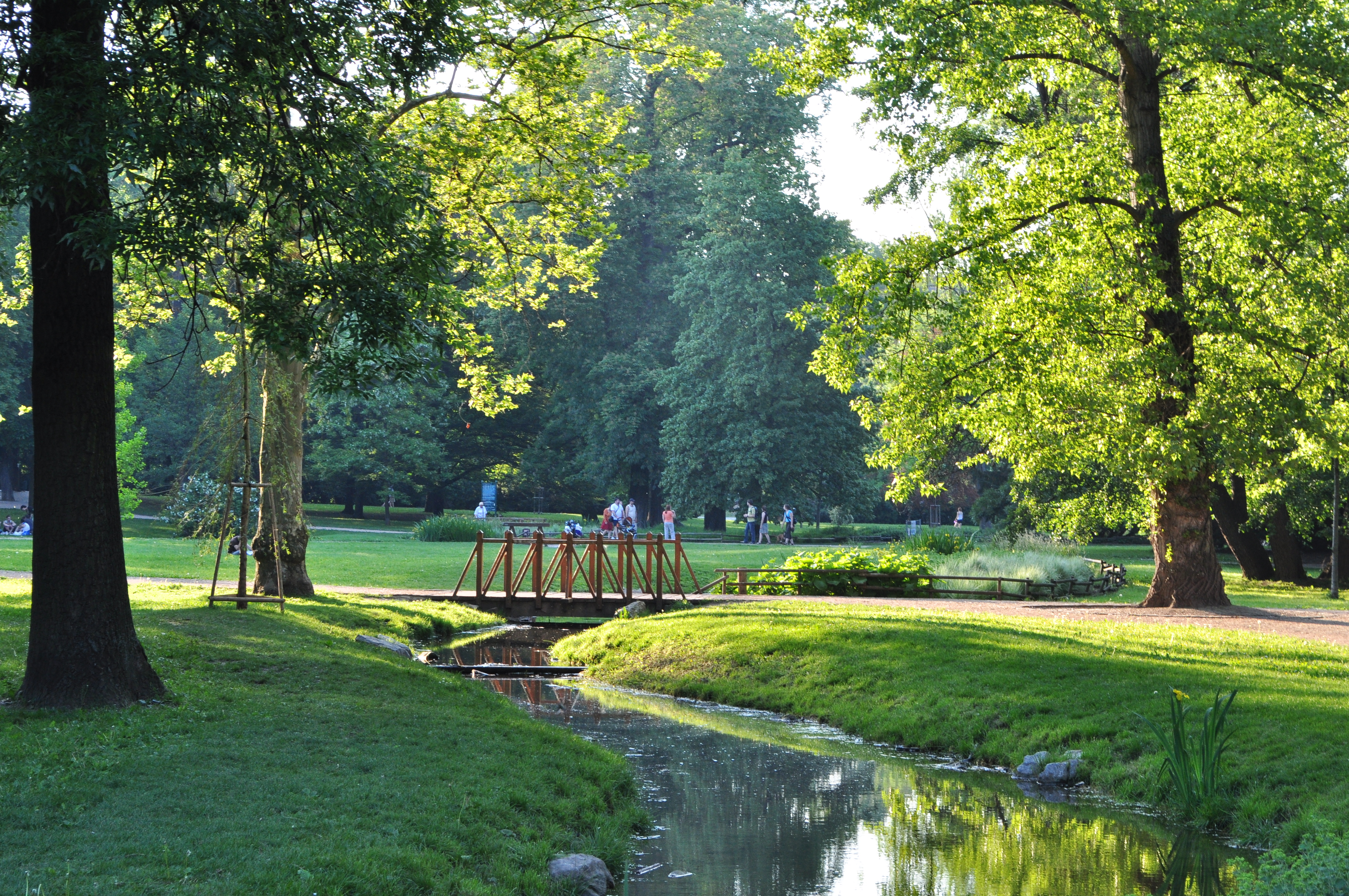
Umělý potůček v Lužánkách

Lužánky jsou nejstarším veřejným parkem na Moravě a v Čechách, veřejný park vznikl když císař Josef II. roku 1786 daroval bývalou Jezuitskou zahradu brněnským občanům pro zřízení městského veřejného sadu. Dnešní Lužánky o rozloze 20 ha jsou největším městským parkem v Brně a spolu s Denisovými sady a parkem Špilberk se řadí k nejvýznamnějším parkům v Brně, jsou rovněž prohlášeny kulturní památkou a to od roku 1849. Pojmenování Lužánky vychází z původních lužních lesů. Park v posledních letech prošel rozsáhlou rekonstrukcí a opět se stal jedním z nejvyhledávanějších a nejoblíbenějších parků na území města Brna.
Park je v rámci Brna zvláštní nejen svojí rozlohou a historií, ale také svojí nadprůměrnou vybaveností, najdeme v něm například umělý potůček, dopravní hřiště, novorenesanční pavilon s velkým sálem pro plesy a podobně, množství soch a památníků a různých drobných zajímavostí. V letních dnech bývá park běžně zaplněn lidmi, kteří se zde věnují různým sportovním aktivitám, hudbě, četbě a podobně.

### Park Špilberk

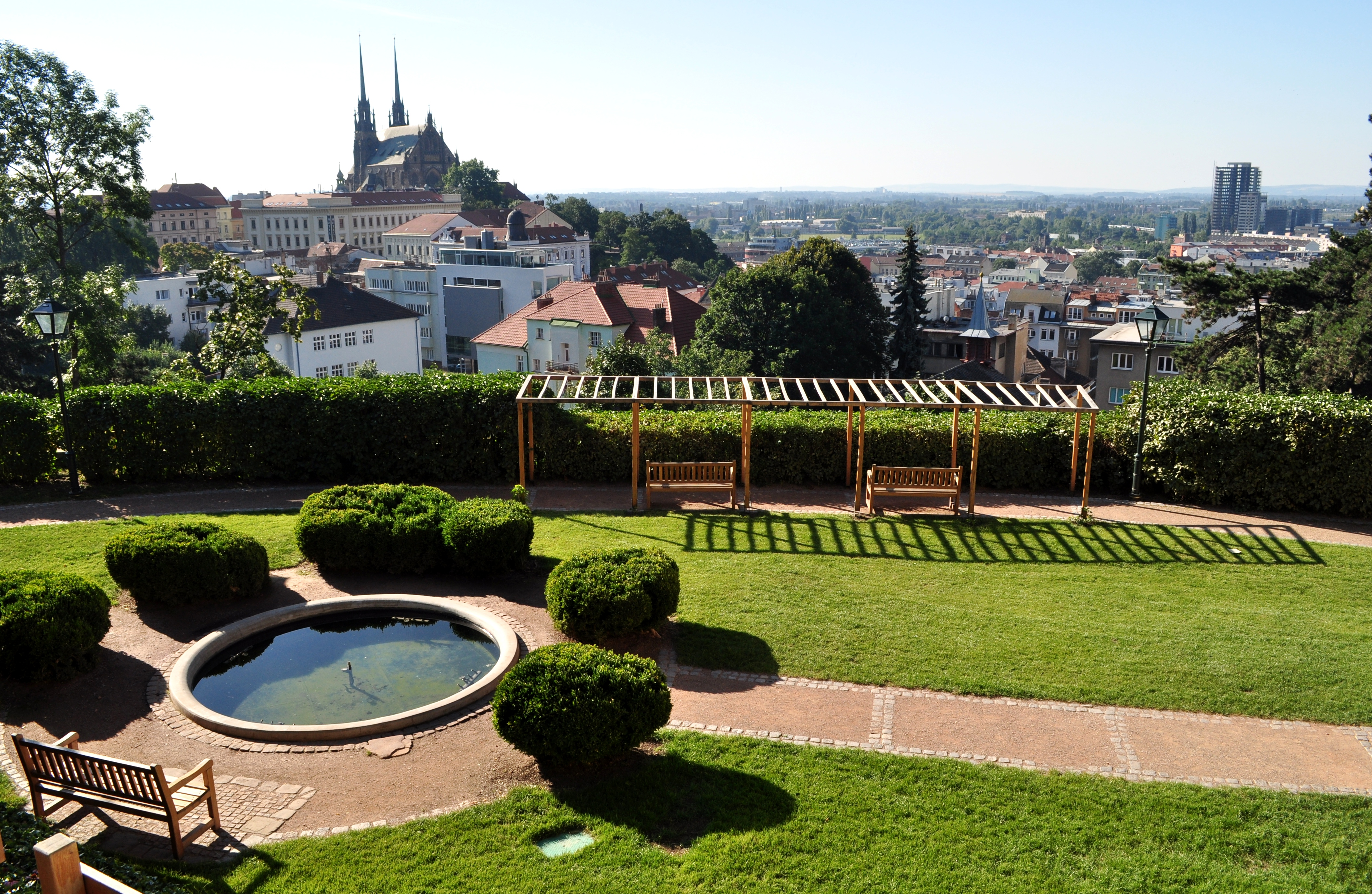
Výhled z parku Špilberk

Park Špilberk je svojí rozlohou 17 ha jedním z největších parků v Brně a spolu s Lužánkami a Denisovými sady také jedním z těch nejvýznamnějších. Byl založen v letech 1861 až 1862 z podnětu tehdejšího starosty Brna na svazích kopce Špilberk pod stejnojmenným hradem. Svahy Špilberku byly do té doby holé, a to z obranných důvodů, ve spodních částech kopce se pak rozkládaly vinice a ovocné sady.
Dnešní park je protkán množstvím drobných kamenných cestiček vystavěných ve svazích kopce, vyniká velkou hustotou dřevin a je vybaven řadou zajímavostí a vyhlídkových míst, například vyhlídkovým altánem, skalkou s živými rybičkami, několika fontánami a podobně. Uprostřed parku se nachází barokní hrad a pevnost Špilberk, založený ve 13. století tehdy jako sídlo moravských markrabat, tehdejších vládců Moravy. Park jako jedinečná památka zahradního umění byl spolu s hradem prohlášen národní kulturní památkou. Bývá spolu s hradem častým dějištěm různých kulturních akcí, například v době festivalu Brněnské kulturní léto na Špilberku se park stává dějištěm divadelních a jiných kulturních výkonů.

### Park Studánka

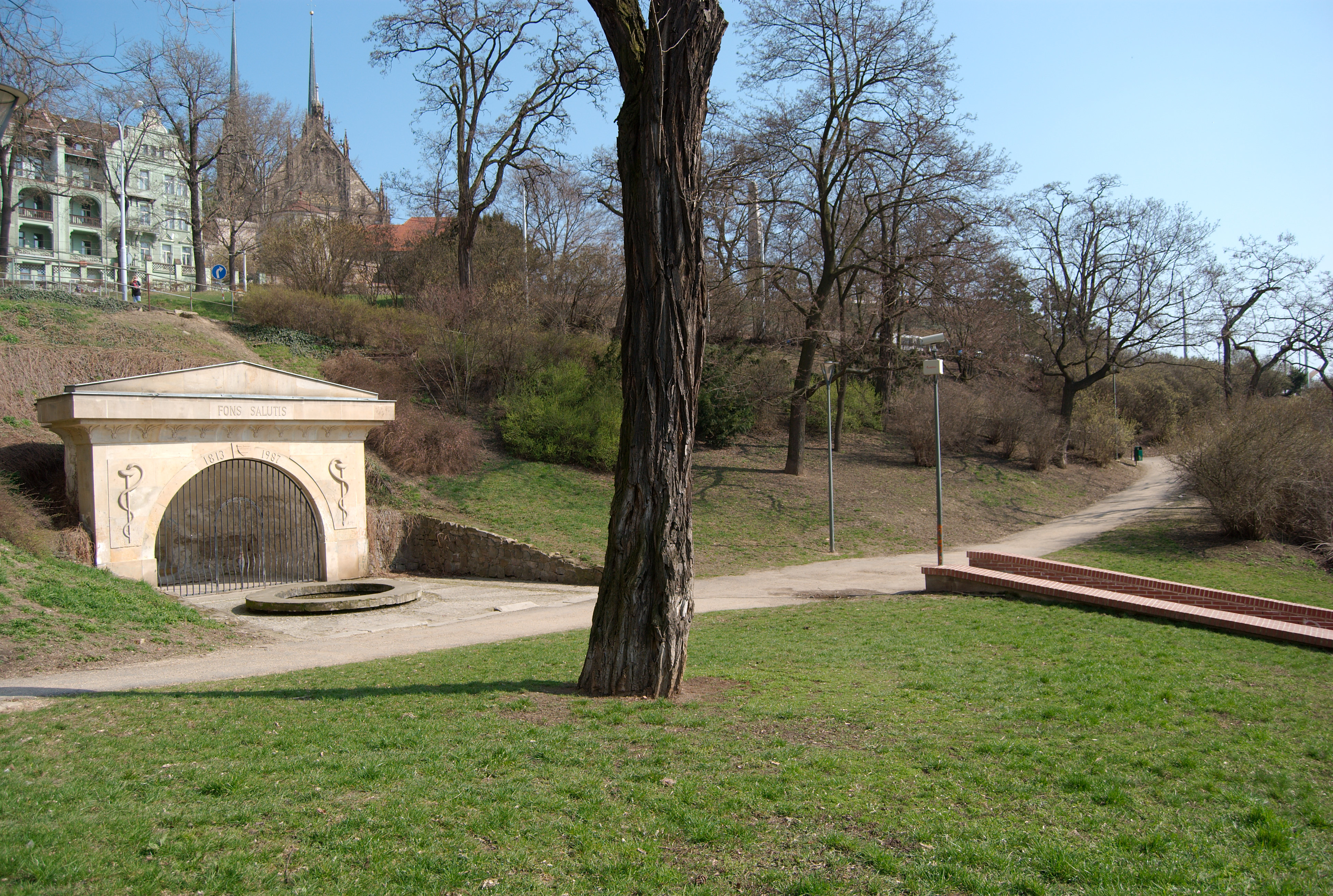
Fons Salutis v parku Studánka

Park Studánka byl až do poloviny 20. století součástí parku Denisových sadů (dříve park Františkov), který byl vybudován v letech 1814 až 1818 na místě původního bastionu městského opevnění, tehdy šlo vůbec první park založený veřejnou správou na území dnešní České republiky. Tento park byl rozdělen na dva silnicí vystavěnou v letech 1939–1941. Horní část si zachovala své jméno a dolní byla pojmenována jako Park Studánka podle studánky, kde byl na začátku 19. století postaven empírový pavilonek Fons Salutis (Pramen zdraví).

### Kapucínské zahrady
Kapucínské zahrady, nazývané také Kapucínské terasy, jsou malý park rozkládající se na několika kaskádově postavených terasách na východním svahu kopce Petrova. V roce 2019 byl park zrekonstruován a částečně zpřístupněn veřejnosti.

### Tyršův sad

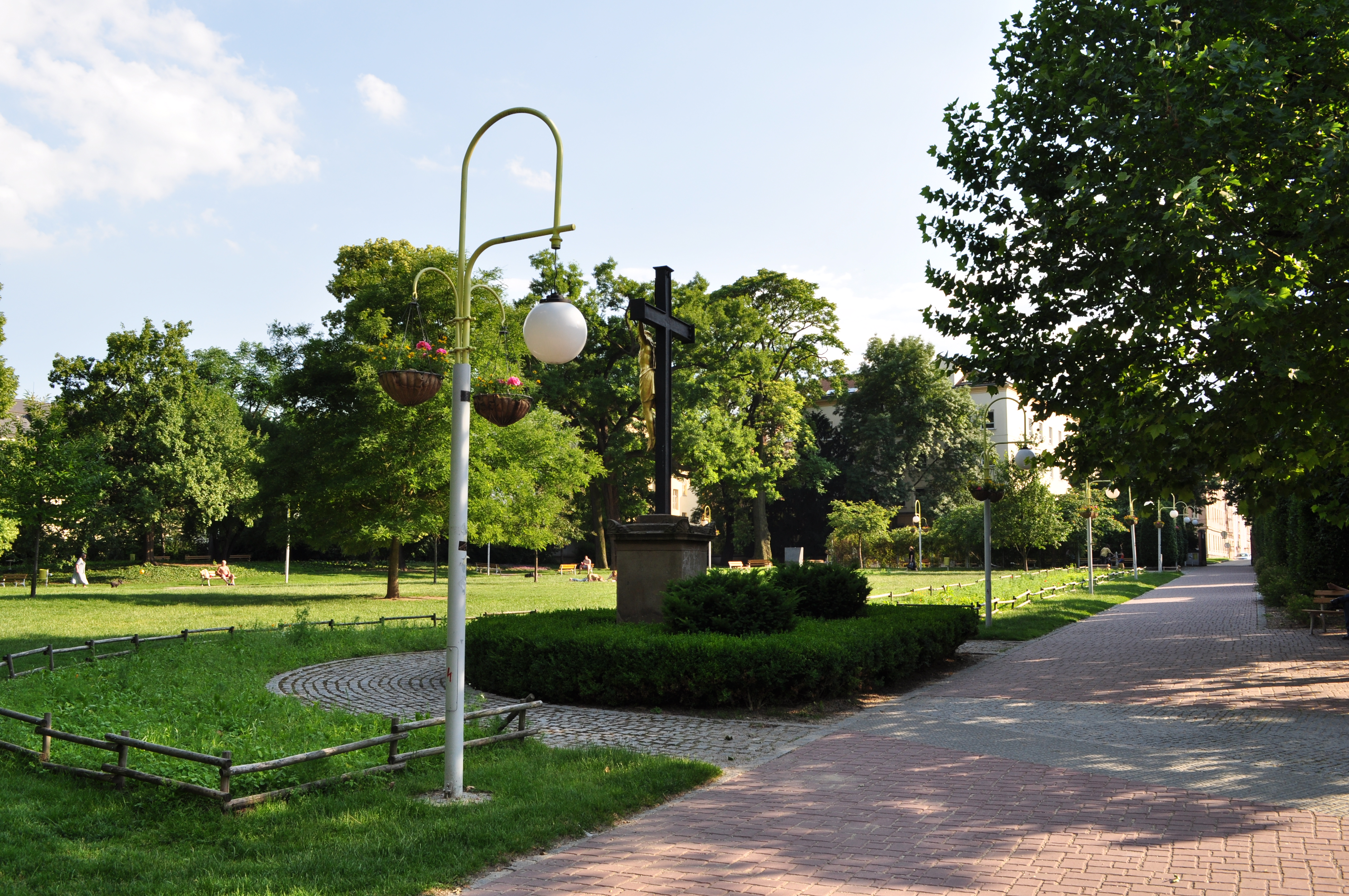
Tyršův sad

Tyršův sad je park o rozloze necelé 2 ha, založen byl roku 1907 na území bývalého hřbitova a dnes je prohlášen kulturní památkou. Zajímavostí je, že park má zachované původní oplocení a je v něm i bylinkový záhon pro nevidomé. Park má celkově velice klidnou atmosféru navzdory faktu, že se nachází v poměrně rušné části centra města; v létě se Tyršův sad stává stinným a tichým místem s množstvím barevných květin.

### Park Koliště
Park Koliště vznikl jako součást parkového areálu založeného na okruhu rušeného městského opevnění.

### Wilsonův les

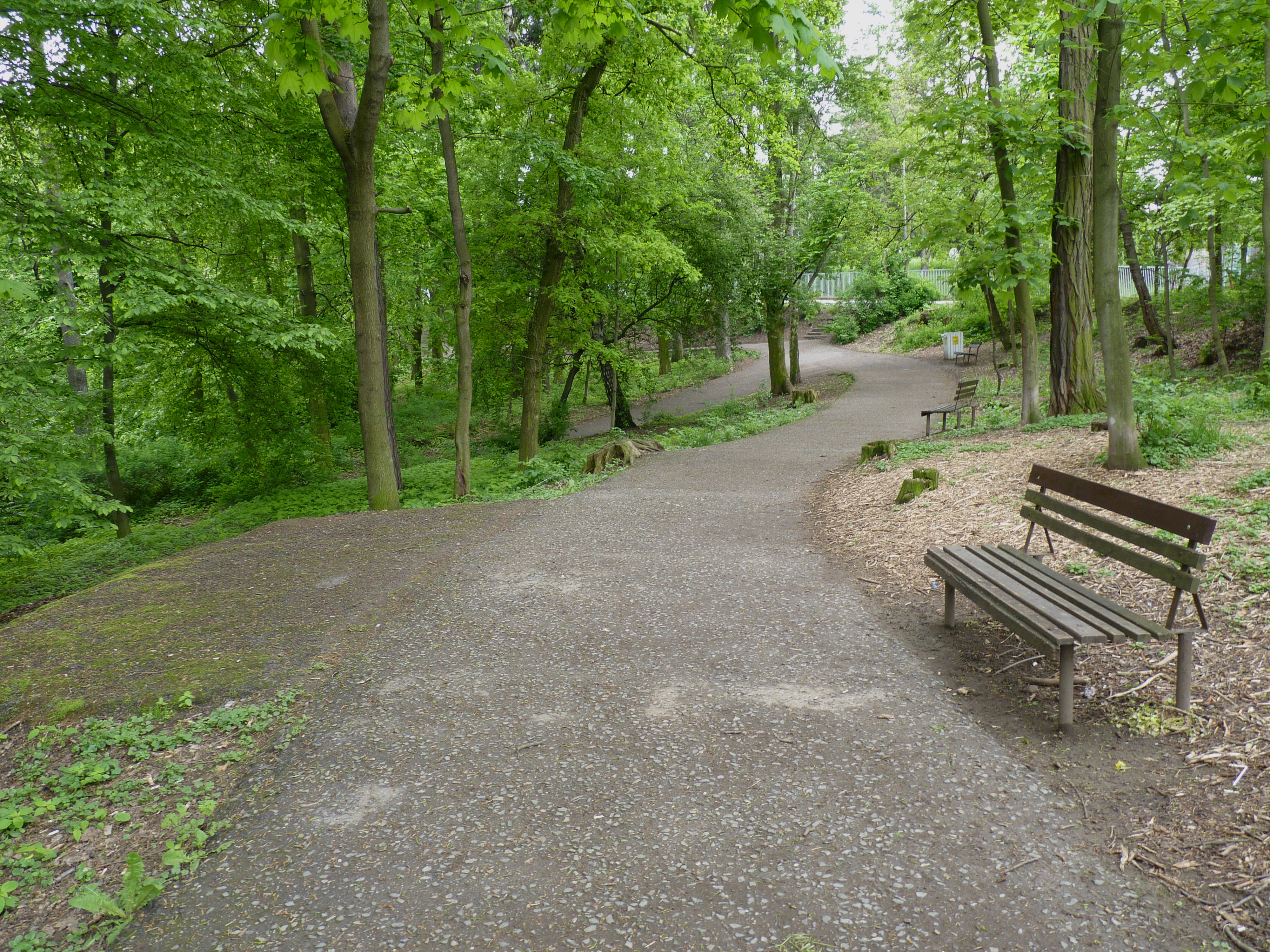
Wilsonův les

Wilsonův les je lesopark o rozloze 34,4 ha, založen byl roku 1882 a většinou svého území zasahuje do městské části Brno-Žabovřesky. Dříve byla v parku sjezdovka s umělým povrchem, vybudovaná v 70. letech 20. století, ta byla po krátké době uvedena mimo provoz a dnes je již definitivně zrušena. Od počátku 21. století, kdy byla správa tehdy poměrně zanedbaného lesoparku převedena na město, celý lesopark prochází rozsáhlou revitalizací a postupně se daří jeho stav viditelně zlepšovat.

### Další parky v městské části Brno-střed
- Park Kraví hora
- Björnsonův sad
- Otevřená zahrada
- Park Danuše Muzikářové
- Zahrady pod Petrovem
- Park Anthropos

## Městská část Brno-sever
- Lesopark Čertova rokle
- Park Marie Restituty
- Park Stanislava Krátkého
- Park Tišnovka
- Schreberovy zahrádky

## Městská část Brno-Královo Pole
- Božetěchův sad
- Sady Národního odboje

## Městská část Brno-Židenice
- Lesopark Akátky
- Park Bohumila Hrabala
- Park Richarda Federa

## Městská část Brno-Žabovřesky
- Wilsonův les (větší část)

## Městská část Brno-Nový Lískovec
- Pod Plachtami
- Lesopark Kamenný vrch